# Summer of Sam
Summer of Sam es una película estadounidense de 1999 dirigida por Spike Lee. Está protagonizada por John Leguizamo, Adrien Brody y Mira Sorvino.

## Argumento
La acción transcurre en el Bronx, durante el verano de 1977. Un famoso asesino en serie, apodado "El hijo de Sam", aterroriza la ciudad. El argumento se concentra en las desventuras de la pareja formada por Vinny (John Leguizamo) y Dionna (Mira Sorvino). Luego aparece Ritchie (Adrien Brody), amigo punk de Vinny, cuya conducta despierta sospechas entre los vecinos, dominados por la paranoia. Los italoestadounidenses, la música disco, la delincuencia, son algunos de los elementos que componen el filme. "El hijo de Sam" es interpretado por Michael Badalucco.

## Reparto
- John Leguizamo - Vinny
- Adrien Brody - Richie
- Mira Sorvino - Dionna
- Jennifer Esposito - Ruby
- Michael Rispoli - Joey T
- Saverio Guerra - Woodstock
- Brian Tarantina - Bobby Del Fiore
- Al Palagonia - Anthony
- Ken Garito - Brian
- Bebe Neuwirth - Gloria
- Patti LuPone - Helen
- Mike Starr - Eddie
- Anthony LaPaglia - Detective Lou Petrocelli
- Roger Guenveur Smith - Detective Curt Atwater
- Ben Gazzara - Luigi
- Joe Lisi - Tony Olives
- Arthur J. Nascarella - Mario
- John Savage - Simon
- Michael Badalucco - Son of Sam
- Spike Lee - John Jeffries
- Michael Imperioli - Midnite
- John Turturro - Harvey the Black Dog (voz)